# ATC code N04
ATC code N04 داروهای ضد پارکینسون زیرگروهی درمانی از سیستم طبقه‌بندی شیمیایی درمانی آناتومیک است. این سیستمِ متشکل از کدهای حرفی‌عددی را سازمان جهانی بهداشت برای طبقه‌بندی داروها و سایر تولیدات پزشکی ایجاد کرده است. زیرگروه N04 جزوی از گروه آناتومیک N دستگاه اعصاب است.

کدهای مورد استفاده در دامپزشکی (کدهای ATCvet) را می‌توان با گذاشتن حرف Q جلو کدهای انسانی ATC ایجاد کرد: مثلاً QN04. 
ممکن است نسخه‌های ملی از طبقه‌بندی ATC حاوی کدهای اضافه‌ای باشند که در این فهرست (نسخهٔ سازمان جهانی بهداشت) نیامده باشند.

## N04Aآنتی کولینرژیکagents

### N04AA Tertiary amines
N04AA01 تری هگزیفنیدیل
N04AA02 بی‌پریدن
N04AA03 Metixene
N04AA04 Procyclidine
N04AA05 Profenamine
N04AA08 Dexetimide
N04AA09 Phenglutarimide
N04AA10 Mazaticol
N04AA11 Bornaprine
N04AA12 Tropatepine

### N04ABاترs chemically close toآنتی‌هیستامینs
N04AB01 Etanautine
N04AB02 Orphenadrine (chloride)

### N04AC Ethers ofتروپینor tropine derivatives
N04AC01 Benzatropine
N04AC30 Etybenzatropine

## N04Bدوپامینرژیکagents

### N04BA Dopa and dopa derivatives
N04BA01 لوودوپا
N04BA02 Levodopa and decarboxylase inhibitor
N04BA03 Levodopa, decarboxylase inhibitor and COMT inhibitor
N04BA04 Melevodopa
N04BA05 Melevodopa and decarboxylase inhibitor
N04BA06 Etilevodopa and decarboxylase inhibitor

### N04BBادمنتینderivatives
N04BB01 آمانتادین

### N04BCآگونیست‌های دوپامین
N04BC01 بروموکریپتین
N04BC02 Pergolide
N04BC03 Dihydroergocryptine mesylate
N04BC04 Ropinirole
N04BC05 پرامی‌پکسول
N04BC06 کابرگولین
N04BC07 آپومرفین
N04BC08 Piribedil
N04BC09 Rotigotine

### N04BDMonoamine oxidase B inhibitors
N04BD01 سلژیلین
N04BD02 Rasagiline
N04BD03 Safinamide

### N04BX Other dopaminergic agents
N04BX01 Tolcapone
N04BX02 Entacapone
N04BX03 Budipine